# Anecphora torrida
Anecphora torrida är en insektsart som först beskrevs av Walker 1851.  Anecphora torrida ingår i släktet Anecphora och familjen lyktstritar. Inga underarter finns listade i Catalogue of Life.